# Peasants, Pigs and Astronauts
Peasants, Pigs and Astronauts es el segundo disco de la banda británica indie Kula Shaker. El disco fue lanzado el 8 de marzo de 1999 y alcanzó el puesto 9 en la lista de discos británicos, durante una permanencia de 10 semanas en la misma. Tuvo menor éxito en Estados Unidos, donde, sin embargo no pudo entrar la lista Billboard de los 200 discos más vendidos. El disco fue precedido en abril de 1998 por el sencillo Sound of Drums que alcanzó el puesto 3 en la lista de singles de Reino Unido. Se lanzaron dos singles más del disco, Mystical Machine Gun, publicado al mismo tiempo que el álbum y que se posicionó en el puesto 14 en Reino Unido, y Shower Your Love, lanzado en mayo de 1999, alcanzando también el puesto 14 en Reino Unido. Ninguno de los sencillos del disco estuvieron en la lista Billboard Hot en América.

## Listado de canciones
1. «Great Hosannah» (Crispian Mills)
2. «Mystical Machine Gun» (Crispian Mills, Kula Shaker)
3. «S.O.S.» (Crispian Mills, Kula Shaker)
4. «Radhe Radhe» (tradicional, Crispian Mills, Gouri Choudhury)
5. «I'm Still Here» (Crispian Mills)
6. «Shower Your Love» (Crispian Mills)
7. «108 Battles (of the Mind)» (Crispian Mills, Alonza Bevan)
8. «Sound of Drums» (Crispian Mills, Kula Shaker)
9. «Timeworm» (Crispian Mills, Alonza Bevan)
10. «Last Farewell» (Crispian Mills, Kula Shaker)
11. «Golden Avatar» (Crispian Mills, Kula Shaker)
12. «Namami Nanda-Nandana» [aka "Nanda-nandanāṣṭakaḿ"] (tradicional, Crispian Mills)
13. «Stotra» [pista oculta]